# Liste der Wappen in der Provinz Tarent
Liste der Wappen in der Provinz Tarent beinhaltet alle in der Wikipedia gelisteten Wappen der Provinz Tarent in der Region Apulien (Italien). In dieser Liste werden die Wappen mit dem Gemeindelink angezeigt.

## Wappen der Provinz Tarent

Provinz Tarent
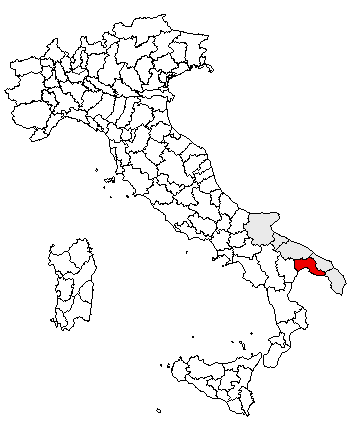
Lage in Italien

## Wappen der Gemeinden der Provinz Tarent

Avetrana
Carosino
Castellaneta
Crispiano
Faggiano
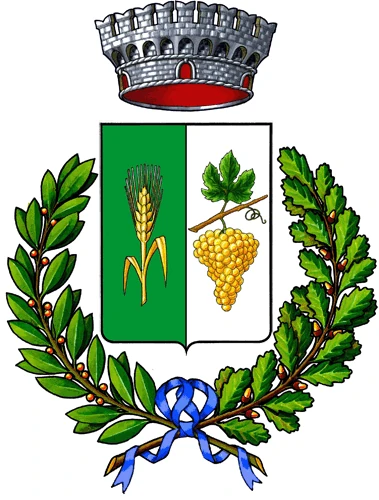
Fragagnano
Ginosa
Grottaglie
Laterza
Leporano
Lizzano
Manduria
Martina Franca
Maruggio
Massafra
Monteiasi
Montemesola
Monteparano
Mottola
Palagianello
Palagiano
Pulsano
Roccaforzata
San Giorgio Ionico
San Marzano di San Giuseppe
Sava
Statte
Tarent
Torricella